# Still on It
Still on It è un brano musicale della cantante statunitense Ashanti, estratto come primo ed unico singolo dall'album Collectables by Ashanti del 2005.

## Tracce
CD Single
1. Still On It (Main) (Featuring Method Man and Paul Wall)
2. Still On It (Instrumental)
3. Still On It (A Cappella) (Featuring Method Man and Paul Wall)
4. Still Down (Remix) (Clean) (Featuring Cadillac Tah)
5. Still Down (Remix) (Main) (Featuring Cadillac Tah
6. Still Down (Remix) (Instrumental)

## Classifiche
| Classifica (2005)                    | Posizione più alta |
| ------------------------------------ | ------------------ |
| U.S. Bubbling Under Hot 100 Singles  | 15                 |
| U.S. Billboard Hot R&B/Hip Hop Songs | 55                 |